# Jenny Han
Jenny Han (Richmond, Virginia, 3 de septiembre de 1980) es una escritora estadounidense de literatura infantil y juvenil. Es la autora de la trilogía A todos los chicos, que fueron adaptados en películas con el mismo título. Sus libros fueron publicados en más de treinta idiomas.

## Biografía
Nació en Richmond, Virginia, en una familia coreana y estudió literatura en la Universidad de Carolina del Norte en Chapel Hill con un máster en escritura creativa de The New School. Se desempeñó como bibliotecaria infantil. Reside en Brooklyn.

## Carrera
Escribió su primer libro, la novela infantil Shug, cuando aún estaba en la universidad. Fue publicado en 2006. Su siguiente proyecto fue Verano, una trilogía romántica para jóvenes adultos, sobre la mayoría de edad de una niña durante sus vacaciones de verano. Las tres novelas, El verano en que me enamoré, No hay verano sin ti y Siempre nos quedará el verano, rápidamente se convirtieron en los más vendidos según la lista de superventas del New York Times.

### TrilogíaA todos los chicos de los que me enamoré
En 2014, lanzó una novela romántica para jóvenes, A todos los chicos de los que me enamoré, donde la protagonista, Lara Jean Song Covey, es una estudiante de secundaria de ascendencia coreana cuya vida da un vuelco cuando las cartas que le escribió a sus cinco enamorados del pasado se envían sin su conocimiento.  
La novela fue elegida para una adaptación cinematográfica en las semanas posteriores a su lanzamiento. La secuela, P.D. Todavía te quiero, se editó al año siguiente y ganó el premio Young Adult 2015-2016 Asian / Pacific American Award for Literature otorgado por APALA. Una tercera novela, Para siempre, Lara Jean, fue publicada dos años después. 
La adaptación cinematográfica de la primera novela A todos los chicos de los que me enamoré, protagonizada por Lana Condor en el papel principal, fue estrenada por Netflix en agosto de 2018, con críticas positivas. La autora tuvo un breve cameo en la película. La segunda entrega de la trilogía se convirtió en la película A todos los chicos: P.D. Todavía te quiero, que Netflix estrenó en febrero de 2020. Una tercera película, basada en la tercera novela de la trilogía, fue filmada en julio de 2019. En las tres películas es la productora ejecutiva.

## Obra

### Libros infantiles[2][10]
- Shug (2006)
- Clara Lee and the Apple Pie Dream (2011)

#### Verano, trilogía
- El verano en que me enamoré (2009)
- No hay verano sin ti  (2010)
- Siempre nos quedará el verano (2011)

#### Burn for Burn, trilogía
- Burn for Burn (2012)
- Fire with Fire (2013)
- Ashes to Ashes (2014)

#### To All the Boys, trilogía
- A todos los chicos de los que me enamoré (2014)
- P.D. Todavía te quiero (2015)
- Para siempre, Lara Jean (2017)

### Cuentos
- "Polaris Is Where You'll Find Me" en My True Love Gave To Me: Twelve Holiday Stories (2014)